# Força Esporte Clube
O Força Esporte Clube é uma equipe de futebol profissional da Força Sindical, sediada na cidade de São Paulo, capital do estado homônimo. Foi fundado em 16 de maio de 2001.

## História
O clube surgiu em 2001, por iniciativa de Paulinho da Força, então dirigente da entidade classista Força Sindical. também recebeu representantes da Inter de Milão para assinar um contrato de cinco anos. Com um investimento total previsto de US$ 2,2 milhões, o time italiano receberia cinco jogadores por ano das categorias de base do Força. A equipe paulista investiria na formação de atletas em um centro de treinamentos na cidade de Mogi das Cruzes, embora mandasse suas partidas na cidade de Caieiras (SP). O restante do orçamento do clube viria de doações dos sindicatos vinculados à Força Sindical.
O compromisso com a Inter, porém, foi rompido já no início de 2002. “Era um convênio razoável – no primeiro ano, nos pagaram US$ 200 mil, dava para fazer o Diabo com isso. Só que eles vieram fazer uma visita no Brasil no dia 6 de janeiro, e em 6 de janeiro nós tínhamos dado férias para a molecada. Aí eles acharam que era picaretagem e romperam o convênio. Fui lá umas duas vezes em Milão tentar resolver, (mas) não conseguimos mostrar para eles que janeiro no Brasil é mês de férias, como é lá em julho”, contou Paulo Pereira da Silva, o Paulinho da Força, em entrevista por telefone ao UOL Esporte.
O que poderia ser um problema, no fim, serviu para impulsionar as atividades do Força Esporte Clube. “Eles romperam o convênio e nós ficamos com uma porrada de moleque jogando bola, bons de bola. Ficavam sempre treinando no clube que a gente tinha lá em Mogi das Cruzes. Aí resolvemos então criar um time para disputar a Copa São Paulo (de futebol júnior). Fomos disputar, aí fomos bem. Aí a gente resolveu manter o time”, completou o hoje deputado federal (SD-SP).
A equipe profissional estreou em 2003 e, de cara, conquistou a Série B-3 (então sexta divisão) do Campeonato Paulista. Nas categorias de base, o Força apareceu pela primeira vez na Copa São Paulo de futebol júnior de 2004, chegando às oitavas de final. Ainda disputou a Série B-2 (quinta divisão) do Paulista naquele ano, mas foi automaticamente promovido – em 2005, a FPF unificou as Séries B-1, B-2 e B-3 em uma única divisão. O acesso na quarta divisão bateu na trave em 2006 (o time foi o terceiro colocado), mas veio em 2007 – na ocasião, quatro equipes foram promovidas.

### A chegada ao topo e o início do fim
Em 2008, o Força chegou à Série A-3 do Paulistão, onde enfrentaria clubes que o torcedor paulista se acostumou a ver – casos de Linense, Penapolense, São Bernardo, União Barbarense e XV de Piracicaba, por exemplo. Foram três anos na divisão, até que a equipe fosse rebaixada em 2010. O clube, então, decidiu se licenciar dos gramados profissionais.
“Era muito caro, né? Com essa história da Lei Pelé, você forma os garotos e eles vão embora. A gente não conseguia manter uma folha de salário de R$ 200 mil, R$ 300 mil por mês, e não tinha retorno nenhum”, justifica o deputado Paulinho. “A gente era, de certa maneira, um time que foi jogar em Caieiras. Não era um time da cidade, aquele negócio que cresce junto com a torcida. A torcida não dava nada. Na época, você nem podia cobrar na segunda, terceira divisões. Não tinha como manter o time”, completou.
Na Série A-3 de 2010, o Força fez nove jogos em casa. O melhor público veio na terceira rodada, quando 138 torcedores pagaram ingressos para assistir à derrota por 1 a 0 para a Ferroviária. Aquele jogo rendeu R$ 1.090,00 aos cofres do clube e, curiosamente, foi disputado em Guarulhos. No total, 851 ingressos foram vendidos para os nove jogos que o Força fez como mandante na competição, arrecadando R$ 7.190,00.
Terminava assim a trajetória do Força Esporte Clube nas competições profissionais de São Paulo. Embora ainda conste na lista de equipes filiadas à Federação Paulista de Futebol, o time participa apenas de jogos amadores hoje em dia. E não tem planos de voltar ao profissionalismo.
“A princípio, não (volta). A não ser que eu consiga mudar essa lei lá”, explica Paulinho da Força. “Dificilmente você tem alguém com menos de 21 anos jogando muita bola. Quando chega aos 21 anos, ele é dono do passe. Aí não tem mais o que fazer”, completou.
Desde então, o Força joga “na periferia”, como Paulinho destaca. Entre os jogadores, estão inclusive alguns que defenderam a equipe nos tempos de profissional. O destaque, porém, é o próprio deputado federal, que atuou nas categorias de base e no time profissional do Londrina na década de 1970.
“Eu sou o espetáculo do time”, brinca Paulinho. “A gente mantém o nome Força Esporte Clube, mas jogando na periferia, na favela. São aqueles garotos que jogavam bola, alguns deles ainda, que a gente joga na periferia”, acrescentou.

### Processos na Justiça e jogador baleado
O fato de ser vinculado a uma central sindical não impediu, porém, que o Força tivesse problemas com a Justiça trabalhista. O clube revelou jogadores de relativo destaque, como o lateral esquerdo Thiago Feltri (ex-Atlético-MG e Vasco), o meia Washington (ex-Palmeiras, Joinville e Paraná) e o atacante Rafael Costa (atualmente no São Caetano), conhecido na época como Pelezinho.
Por outro lado, o clube foi parar nos tribunais por conta de atletas que moveram processos trabalhistas. As ações, porém, não aborrecem Paulinho.
“Acho que não há mais (processos), mas chegou a haver. Na verdade, eram pessoas que saíam do time, que não continuavam. Acho que um ou outro só”, resume o ex-metalúrgico.
O tom do deputado muda ao citar um caso específico, de um jogador que foi baleado e ficou paraplégico. As duas partes fizeram um acordo para que o ex-atleta recebesse os valores aos quais teria direito para cobrir despesas.
“Ele foi a um jogo e tomou um tiro. Não teve processo, teve um acordo para ele continuar recebendo”, explicou. “Foi num final de semana, ele não estava jogando. Ele foi num jogo na periferia de Taubaté. Saiu uma briga e ele tomou um tiro. O tiro pegou na coluna dele, e ele acabou ficando deficiente. Era um moleque bom de bola, inclusive”.
O dirigente sindical não soube citar nomes ou datas do caso, bem como fontes ligadas à imprensa e ao futebol amador de Taubaté ouvidas pelo UOL Esporte. Contatado por e-mail, Valdir Pereira da Silva, ex-presidente do Força, não respondeu até a publicação da reportagem.
Apesar do “período difícil” do jogador baleado, segundo Paulinho, o Força Esporte Clube deixou boas lembranças no presidente da Força Sindical. “Tinha um punhado de jovens ali com esperança de vencer na vida através do futebol. A gente tinha dificuldade, mas tinha essa coisa boa de estar sempre perto dessa molecada que tinha esperança. Foi um período legal de estar com essa molecada”, relembrou.

## Títulos

### Estaduais
- Campeonato Paulista Segunda Divisão B3: 2003.

## Estatísticas

### Participações
| Aumento | Promovido à divisão superior  |
| Baixa   | Rebaixado à divisão inferior  |
| Inativo | Licenciamento no ano seguinte |

| Competição | Competição                               | Temporadas | Melhor campanha            | Anos      | A | R |
| São Paulo  | Campeonato Paulista - Série A3           | 3          | 16º colocado (2008 e 2009) | 2008-2010 | – | 1 |
| São Paulo  | Campeonato Paulista - Série A4           | 3          | 3º colocado (2007)         | 2005-2007 | 1 | – |
| São Paulo  | Campeonato Paulista - Segunda Divisão    | 1          | 23º colocado (2004)        | 2004      | – |   |
| São Paulo  | Campeonato Paulista - Série B3 (extinto) | 1          | Campeão (2003)             | 2003      | – |   |

## Estádio
O estádio oficial do Força Esporte Clube era o Estádio Municipal Carlos Ferracini, localizado no município de Caieiras, na Grande São Paulo. Foi inaugurado em 10 de abril de 1980 e tem capacidade para 6195 pessoas.